# Juda Halevi

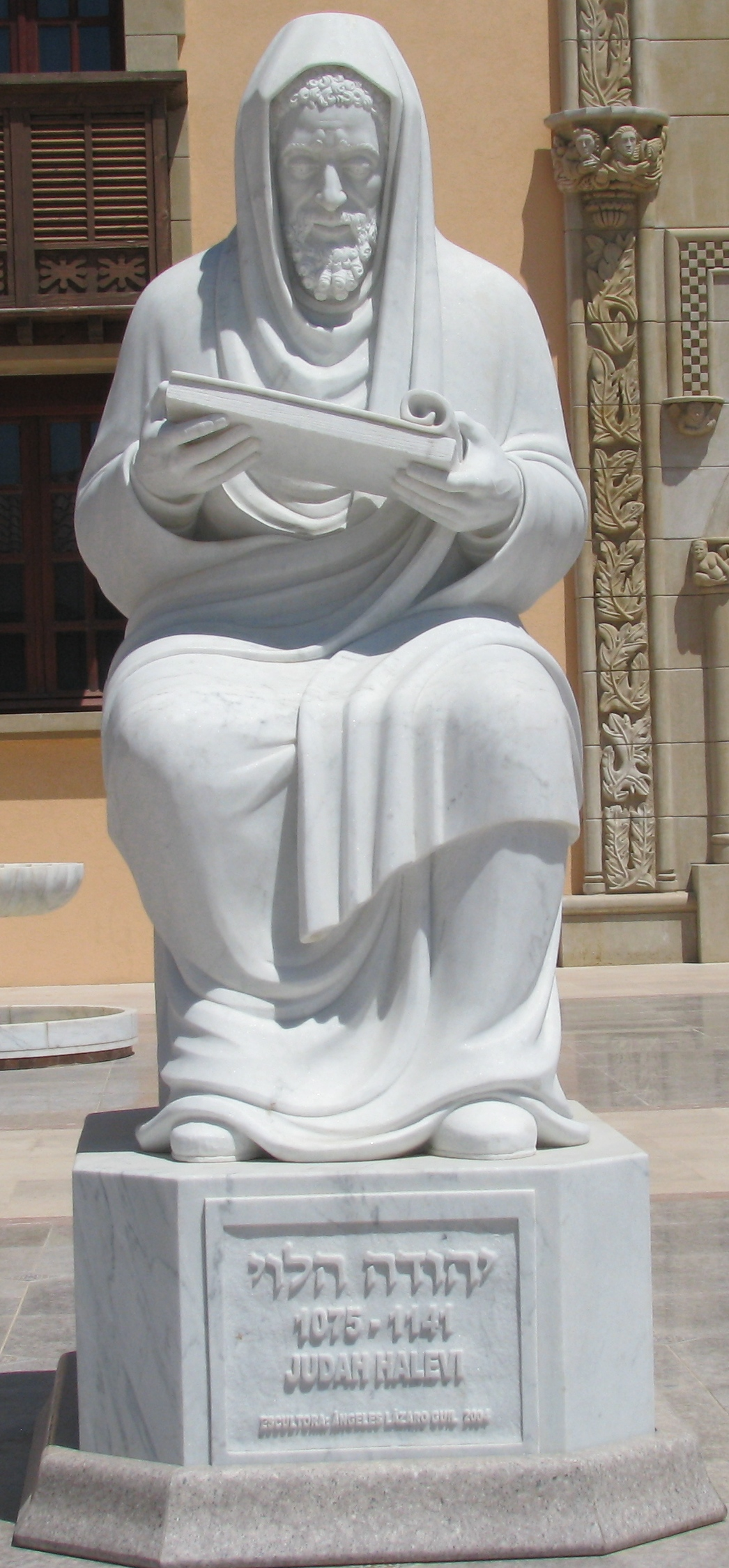
Standbeeld van Juda Halevi in Israël.

Juda Halevi of Jehoeda Halevi (Tudela, ca. 1075 – Jeruzalem, 1141) was een Joods-Spaanse dichter en filosoof.

## Levensloop
Halevi genoot een onbezorgde jeugd van studeren en feestvieren. Juda's vader, Samuel "de Castiliër", liet zijn enige zoon Juda een brede joodse opleiding geven in de school van Isaac Alfasi. Juda schreef een elegie naar aanleiding van de dood van zijn leermeester. Hij koos de geneeskunst als beroep, maar ook de dichtkunst trok hem aan. Zijn talent werd opgemerkt en aangemoedigd door zijn oudere vriend, de dichter Mozes ibn Ezra. Juda kende zowel de Arabische als de Castiliaanse poëzie, maar hij drukte zich uit in het Bijbels Hebreeuws, een taal die in de Middeleeuwen in de dichtkunst weinig werd gehanteerd. Ook bestudeerde hij de Grieks-Arabische filosofie van zijn tijd.
Na zijn studie keerde Juda terug naar Toledo, waar hij spoedig een omvangrijke artsenpraktijk had. Hij trouwde, kreeg een dochter en later een kleinzoon. Hij verhuisde naar het Moorse Córdoba, waar hij als arts in aanzien stond. De anti-Joodse houding van de Almoraviden deed hem verlangen naar het Land van Israël en verdiepte zijn religieuze interesse.
Na de dood van zijn vrouw reisde hij naar het 'Heilige Land'. Na een avontuurlijke reis landde hij in het Egyptische Damietta, waar toen vele joden woonden. Hoewel zijn vrienden hem trachtten te overreden in Egypte te blijven, trok hij in het voetspoor van Mozes en de Hebreeërs door de woestijn naar Erets Jisrael. Ook Tyrus en Damascus zou hij bezocht hebben. De legende wil dat hij in het zicht van Jeruzalem zijn beroemde elegie Tsion ha-lo Tisj'ali (de Zionide) zong en toen door een Arabier die uit een van de stadspoorten op hem afstormde werd gedood.

## Poëzie
Halevi's poëzie wordt meestal onderverdeeld in wereldlijke en geestelijke poëzie. Dit onderscheid is echter kunstmatig: zijn levenslange religieuze ontwikkeling kan men in alle werken bespeuren.
- Wereldlijke poëzie: veel gedichten bezingen vriendschap of zijn prijsliederen. Juda had vele beroemde vrienden zoals de grammaticus Abraham ibn Ezra. Ook in Egypte bezat hij vrienden, dus hij moet internationale contacten hebben onderhouden.
- Liefdesliederen: dit werk behandelt de zorgeloze vreugde van de jeugd; veel gedichten zijn bruiloftsliederen. Ook de traditionele drinkliederen en berijmde raadsels treft men aan.
- Religieuze en filosofische gedichten: op een gegeven moment is Halevi tot inkeer gekomen; als baäl tesjoevah behandelde hij van toen af religieuze thema's of wereldse thematiek vanuit een godsdienstig of filosofisch gezichtspunt. Een oorzaak voor deze ontwikkeling kan hebben gelegen in de politiek van zijn tijd; hij leefde ten tijde van de Kruistochten, vol fanatieke spanningen tussen christenen en moslims waarvan de joden vaak het slachtoffer werden. Zijn filosofisch hoofdwerk, de Kuzari, wordt in een afzonderlijke paragraaf besproken.
- Synagogale poëzie: ongeveer 300 gedichten zijn beland in de liturgie, waarvan zijn Kedoesja (oproep aan het heelal om God in vreugde te prijzen, eindigend met Psalm 103) het bekendst is. Deze poëzie maakte hem beroemd onder alle joden ter wereld en zelfs de Karaïeten hebben zijn werk in hun liturgie opgenomen. Sommige sabbatsliederen zijn nog steeds geliefd.

## Kuzari
De Kuzari of Khazari (de Chazaar) is zijn beroemdste filosofische werk. Het is verdeeld in vijf hoofdstukken of essays (ma'amariem), in de vorm van een dialoog tussen de koning van de Khazaren en een jood die is uitgenodigd om hem te onderwijzen in de grondslagen van het jodendom. De Kuzari is oorspronkelijk in het Arabisch (kitab al-Khazari) geschreven, maar werd door geleerden - onder wie Ibn Tibbon - in het Hebreeuws en in andere talen vertaald. Hoewel het boek niet wordt beschouwd als een historisch verslag, zijn er geleerden die aannemen dat Halevi toegang heeft gehad tot Chazaarse documenten. Zijn tijdgenoot Abraham ibn Daud maakt melding van Chazaarse yeshiva-studenten in het twaalfde-eeuwse Toledo.
Juda Halevi neemt in de joodse filosofie dezelfde positie in als die van Al-Ghazali in de
Arabische; evenals deze heeft hij getracht om de religie te bevrijden uit de greep van de systeemfilosofie (vergelijk Saadia Gaon, Ibn Gabirol e.a.). Halevi's invloed onder mystieke denkers en Kabbalisten was groot vanwege zijn nadruk op (1) de betekenis van het Hebreeuws als uniek communicatiemiddel met God, (2) het bovennatuurlijk karakter van de Thora: Gods geschenk aan en aanwezigheid onder de mensen, en (3) de functie van het joodse volk in Gods plan om de wereld te verlossen en de Messiaanse wereld te realiseren.
De opbouw van het werk is als volgt:
- Inleiding: de koning van de Chazaren vraagt een filosoof, een christelijk scholasticus en een geleerde moslim naar hun Godsbegrip, maar hun antwoorden stellen hem teleur. Vervolgens nodigt hij een rabbijn uit. Deze doet - tot verbazing van de vorst - geen moeite om Gods bestaan te bewijzen, maar vertelt over de wonderen die God voor Zijn volk Israël heeft verricht. Gods bestaan, de Schepping van de wereld e.d. hoeven niet bewezen te worden omdat ze zijn geopenbaard: men kan deze feiten leren uit de Thora. Dit is het thema van de geopenbaarde versus de natuurlijke religie. In die zin zijn de geschiedenis van een volk en zijn religieus geïnspireerde daden van belang.
- I. Openbaring versus menselijke kennis: de joden zijn de enigen die de geschiedenis van de mensheid vanaf het begin van de schepping bewaren. Er is een principieel verschil tussen de joodse en de Griekse cultuur: de eerste is gebaseerd op Gods onfeilbare woord, de tweede op gebrekkige menselijke wetenschap.
- II. Kracht van het judaïsme: aan het begin van dit boek wordt verhaald dat de koning zich laat bekeren. De dialoog met jood wordt voortgezet: de Exodus uit Egypte van het volk Israël, het veertigjarig verblijf in de woestijn en het ontvangen van de Wet op de Sinaï, zijn op zichzelf al een bewijs van de superioriteit van het joodse geloof. De koning is onder de indruk dat Gods gunst kan worden verkregen door het naleven van de mitswot, die alleen voor joden bindend zijn. De vraag waarom alleen de joden in die zin zijn "uitverkoren" is niet relevant. Impliciet in de Thora en in andere joodse geschriften zijn de onsterfelijkheid van de ziel, de wederopstanding en beloning en straf voor 's mensen daden.
- III. Gods attributen: Halevi verwerpt de gedachte - naar voren gebracht door onder meer Saadia Gaon en Bahya ibn Pakoeda - dat aan God essentiële eigenschappen zouden toekomen. Het is onmogelijk om enige eigenschap aan God toe te schrijven. Volgens Juda Halevi bestaan er drie soorten attributen: actieve, relatieve en negatieve en kan men God alleen negatief benaderen (zie negatieve theologie). Ook het anthropomorfisme komt aan de orde (uitdrukkingen als "de hand Gods", "Gods aangezicht" e.d.). Men dient deze dit niet banaal-sensueel op te vatten: omgekeerd zou men kunnen stellen dat de hand en het aangezicht van de mens dicht bij Gods oerbeeld komen. In dit hoofdstuk worden nog vele andere thema's behandeld, zoals de voortreffelijkheid van het Heilige Land, de tabernakel als symbool van het menselijk lichaam, het Hebreeuws, de weerlegging van de Karaïeten en de ontwikkeling van de Talmoed.
- IV. Gods Namen: in dit hoofdstuk worden de Bijbelse namen van God besproken. Elk van deze namen behalve het tetragrammaton zou slaan op een specifieke activiteit van God in de wereld, die door de profeten zuiver zijn aangevoeld en beschreven. Engelen zijn Gods boodschappers; zij bestaan voor een bepaalde periode of zijn geschapen voor bijzondere gelegenheden. Hierna komt Halevi op zijn favoriete stelling: de profetische openbaring heeft meer waarde voor de kennis van God dan alle filosofische leringen bij elkaar. Na een behandeling van het kabbalistische Sefer Yetsira (Boek van de Schepping) wordt afgesloten met de astronomische en medische kennis van de oude Hebreeën.
- V. Argumenten tegen de filosofie: het laatste essay bevat kritiek op diverse filosofische systemen die in Halevi's tijd bekend waren. Zo worden Aristoteles' kosmologie, psychologie en metafysica (of wat daarvoor gehouden wordt) aangevallen. Zoals gezegd is Jehuda tegen elke vorm van speculatie met betrekking tot God, schepping e.d., maar hij volgt wel de Griekse denkers op het materiële vlak (minerale, plantaardige en dierlijke wereld, de elementen, het klimaat). De bespreking van de ziel en haar vermogens leidt tot de vraag van de vrijheid van de wil. Tegen de Epicureeërs en fatalisten houdt Halevi vast aan een vrije wil en tracht deze in overeenstemming te brengen met de goddelijke voorzienigheid en alwetendheid.

## Invloed van deKuzari
De Kuzari, die al spoedig in verschillende Hebreeuwse versies is vertaald, heeft niet kunnen voorkomen dat het judaïsme in de jaren volgend op de dood van de auteur is overspoeld door wijsgerige speculaties. Op het werk ontstonden talloze commentaren. In de moderne tijd is de Kuzari populair geworden in orthodoxe kringen. Zo heeft Franz Rosenzweig zich, anders dan zijn leermeester Hermann Cohen (die zich op Maimonides had gericht), intensief met Halevi beziggehouden. Hij heeft een aantal gedichten metrisch vertaald en becommentarieerd en ook diens Stern der Erlösung getuigt van dezelfde kritische houding tegenover de speculatieve filosofie.
Wanneer men spreekt van het Kuzari-principe bedoelt men een bewijs van een (Bijbels) feit dat zijn uitgangspunt neemt in het geloof in dat feit. Volgens dit principe acht men bewezen dat 600.000 Israëlieten de Exodus hebben meegemaakt en getuige zijn geweest van Gods openbaring op de Sinaï, zoals is vastgelegd in de Thora.